# Robert Breitinger

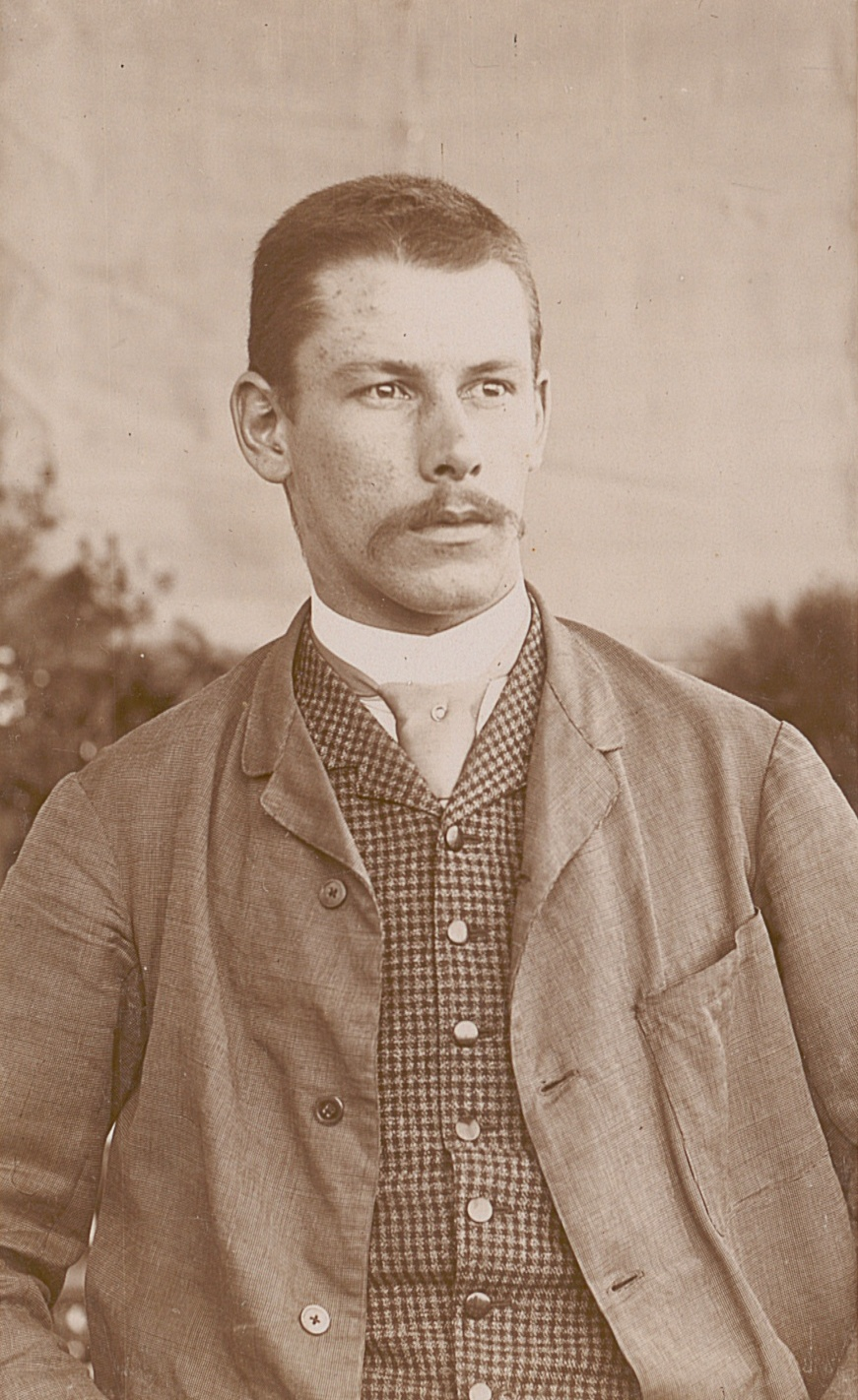
Robert Breitinger

Robert Breitinger-Wyder (* 8. Februar 1841 in Zürich; † 8. Februar 1913 ebenda) war ein Schweizer Ingenieur und Amateurfotograf. Seine künstlerisch ansprechenden Fotografien insbesondere seiner Heimatstadt Zürich sind ein wichtiges Zeugnis der Schweiz zur Zeit der Moderne.

## Leben
Breitinger studierte von 1860 bis 1863 an der Mechanisch-Technischen Abteilung der ETH Zürich und stieg danach ins väterliche Geschäft für Heizungs- und Ventilationsanlagen und Ofenbau am Bleicherweg in der Enge ein, das er späterhin übernahm. Er war Mitglied des Schweizerischen Ingenieur- und Architektenvereins und der Photographischen Gesellschaft Zürich und galt als bescheiden und tüchtig. Er wohnte mit seiner Familie an der Schulhausstrasse 18 bei der Kirche Enge.

## Werk
Breitinger begann 1886, als 45-Jähriger, ursprünglich zu fotografieren, um die Produkte seines Betriebs festzuhalten, entwickelte aber rasch eine Leidenschaft für das moderne Medium. Bis 1910 fertigte er über 4000 Aufnahmen, von denen die meisten postum als Nachlass in die graphische Sammlung der Zentralbibliothek Zürich gelangten. 1934 wurde dieser Bestand katalogisiert. 1947 vermachte der Architekt Gustav Gull dem Baugeschichtlichen Archiv der Stadt Zürich weitere Originalaufnahmen, die Breitinger vermutlich im Auftrag für ihn angefertigt hatte.
Einer breiteren Öffentlichkeit wurde Breitingers Werk erst in den 1970er Jahren bekannt. Bruno Weber besprach es 1975 beiläufig in einem Aufsatz. 1979 veranstaltete das Baugeschichtliche Archiv im Haus zum untern Rech eine Ausstellung mit rund 100 Aufnahmen unter dem Titel «Zürich um 1900». Zeitgenössische Rezensenten waren sehr angetan und zeigten sich besonders von der künstlerischen Qualität der Fotografien überrascht. Die Neue Zürcher Zeitung etwa urteilte:

«Breitingers Bilder sind nicht nur als optische Chronik von hohem Wert, sie zeichnen sich auch durch technische Qualität und eine sachbezogene künstlerische Einheit aus.»

In den Neuen Zürcher Nachrichten war zu lesen:

«Oft sind es künstlerisch empfundene Ausschnitte. Dann war aber wieder der Techniker am Werk, der Abbrüche, Baugruben und Neubauten in verschiedenen Stadien photographierte.»

Breitinger unterteilte seine Fotografien in zwei Formate: «Cabinet» im Format 13 × 18 cm, das den Grossteil ausmacht, und «Visit» in drei unterschiedlichen Grössen. Er führte ein genaues Verzeichnis, in dem er für jede Fotografie das Aufnahmedatum mit der genauen Tageszeit, das Objekt, die Lichtverhältnisse, Blende, Belichtungszeit, Negativmaterial, Negativnummer und eine Beurteilung der Qualität notierte. Inhaltlich dominieren Ansichten und einzelne Gebäude seiner Heimatstadt Zürich, vor allem des Quartiers Enge, auf Ausflügen und in den Ferien fotografierte er aber auch andere Schweizer Städte und Regionen wie Baden oder das Tessin. Daneben dokumentierte er einige wichtige Ereignisse der Stadt Zürich in den 1890er Jahren, darunter:
- den Brand des Aktientheaters im ehemaligen Barfüsserkloster am Hirschengraben in der Neujahrsnacht 1889/90 und den Bau des heutigen Opernhauses 1890/91
- das kantonale Turnfest in der Enge 1890
- die Seegfrörni auf dem Zürichsee in den Jahren 1891 und 1895
- ein Velostrassenrennen 1891
- die drei Passagierflüge von Eduard Spelterini vom Kasernenplatz aus im Herbst 1893
- den Abbruch der Fraumünsterabtei zugunsten des heutigen, unter der Leitung von Gustav Gull errichteten Stadthauses 1898

Für letzteres Projekt betrieb er einen grossen Aufwand:

«Er stieg über Erdhaufen, Sandsteinbrocken und herumliegendes Holz, kletterte hoch bis auf die Dachstühle, die bereits halb abgerissen waren. Und er machte nicht einfach Schnappschüsse, sondern liess die Leute vor Ort vor ihrem Werk posieren – was den eigentümlichen Reiz der Fotos ausmacht. Die Baustelle scheint für einen Moment wie eingefroren zu sein.»

## Bilder

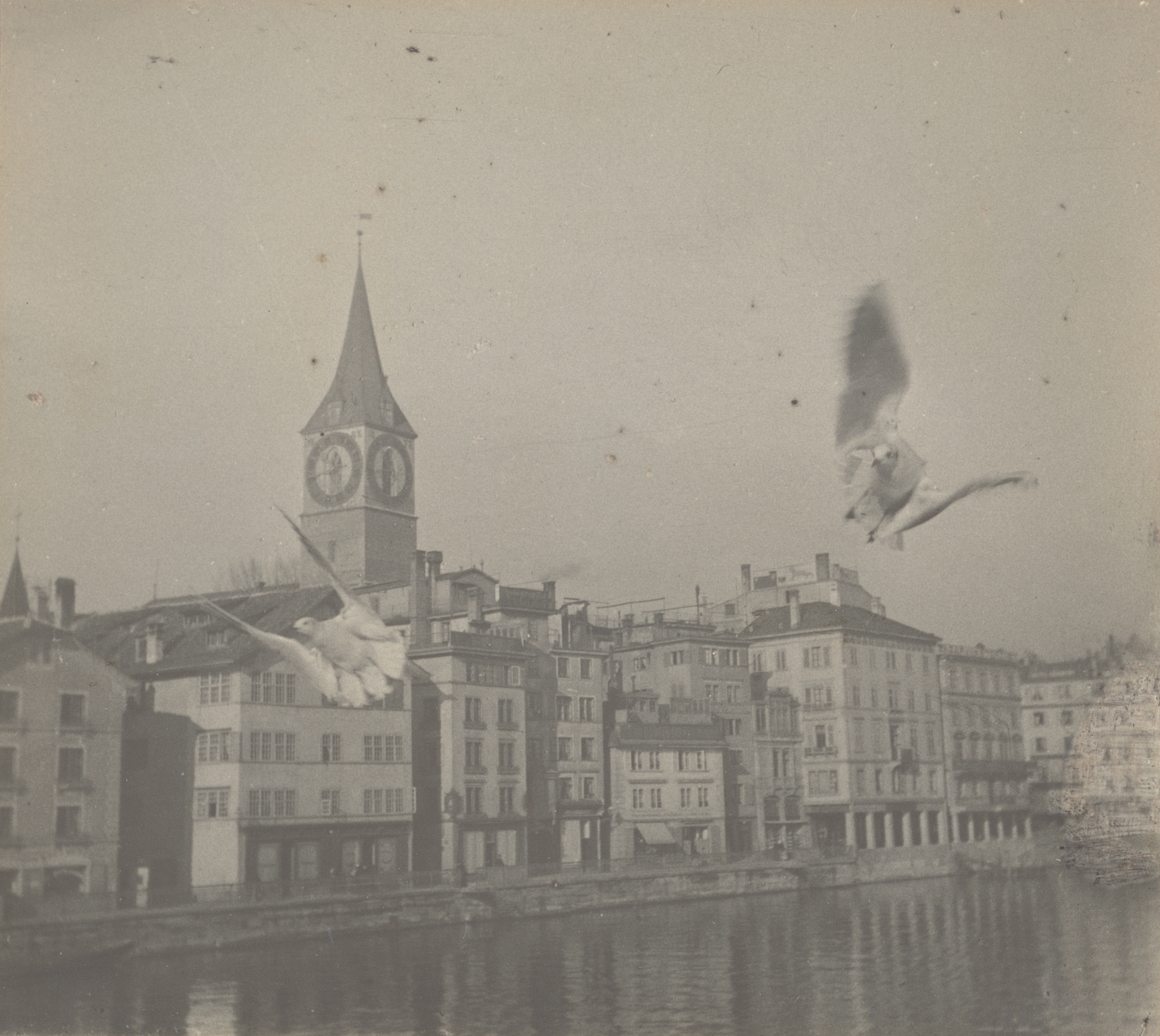
Zwei Möwen, im Hintergrund der St. Peter
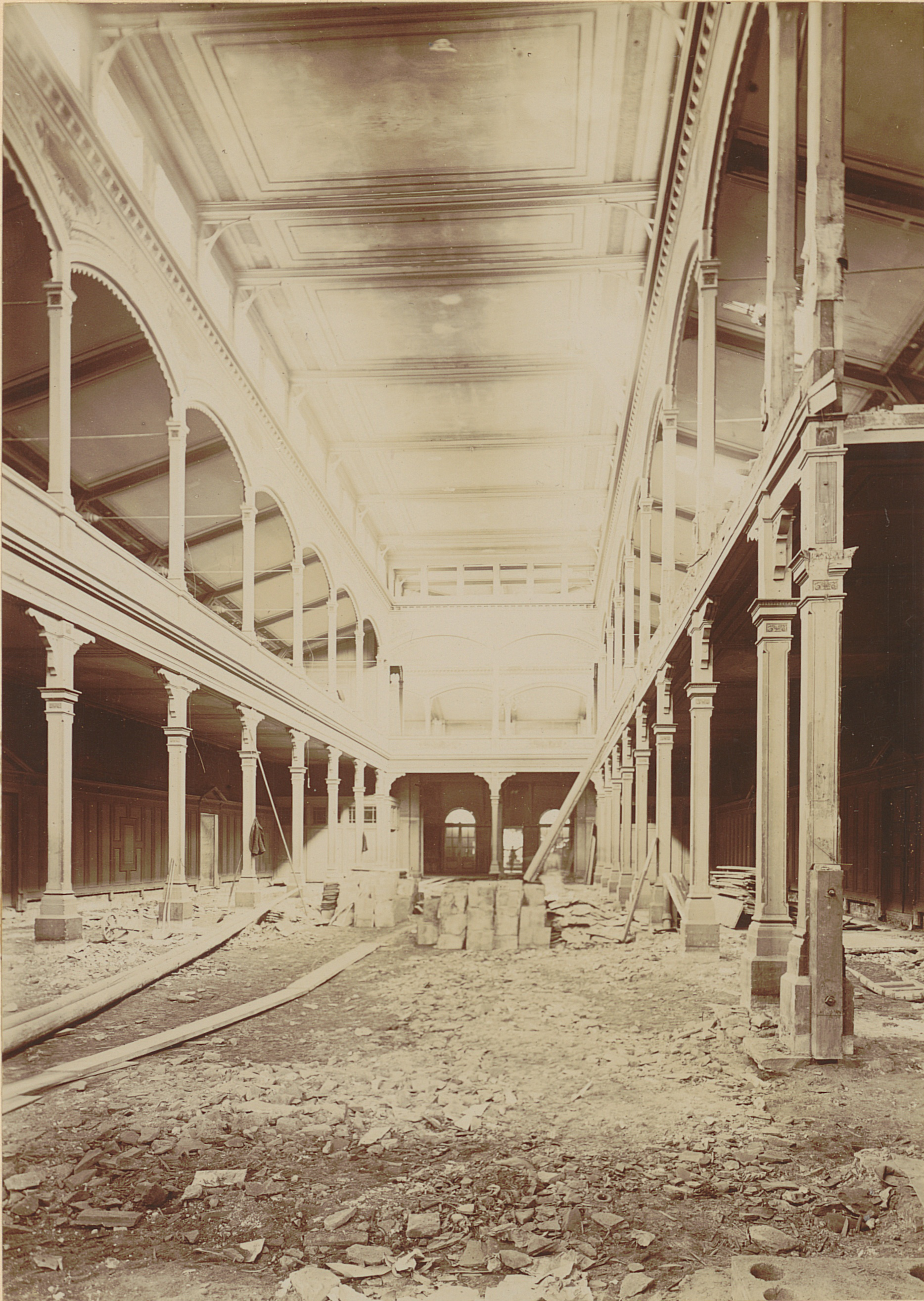
Abbruch der alten Tonhalle Zürich
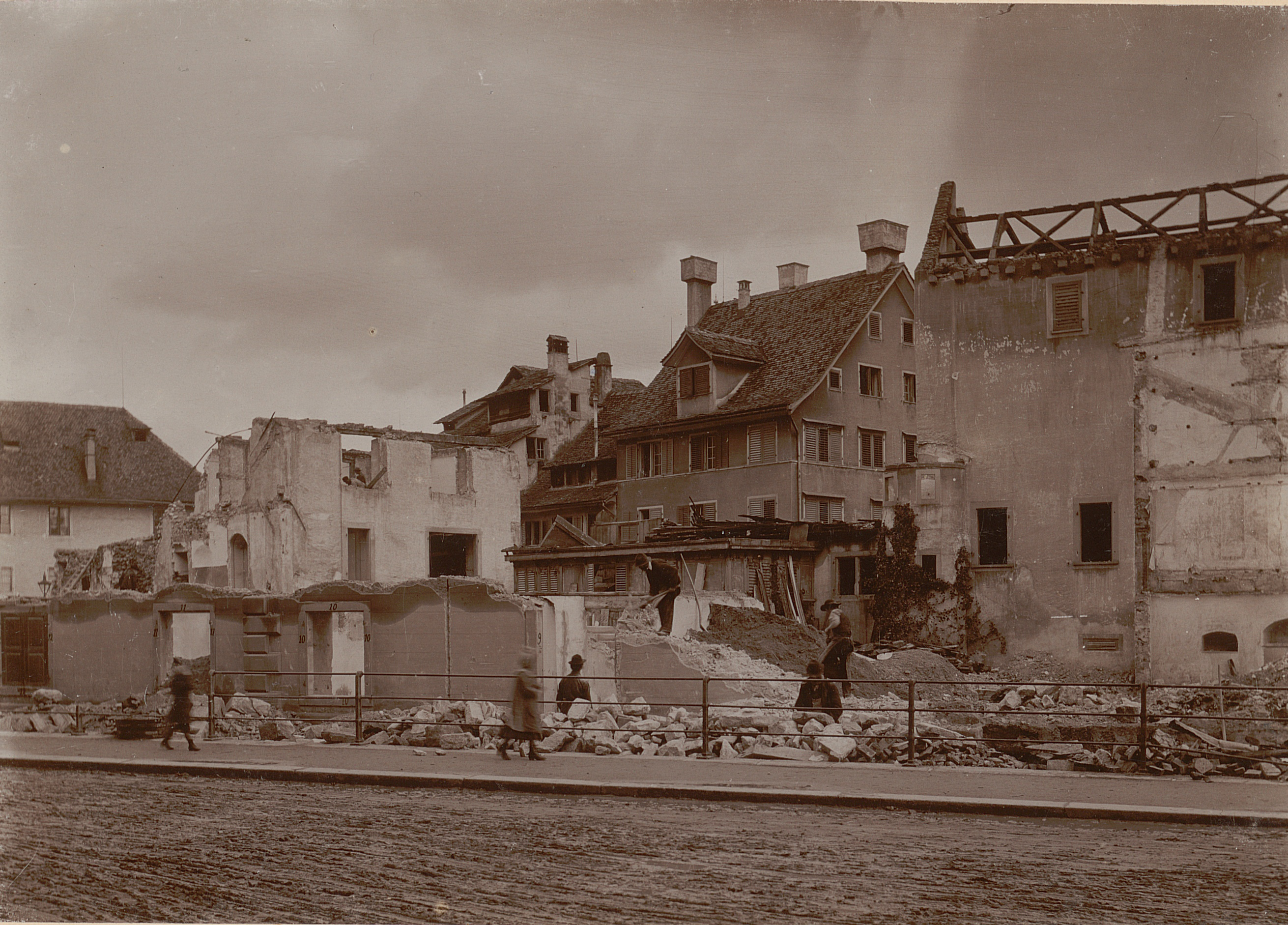
Abbruch von alten Häusern
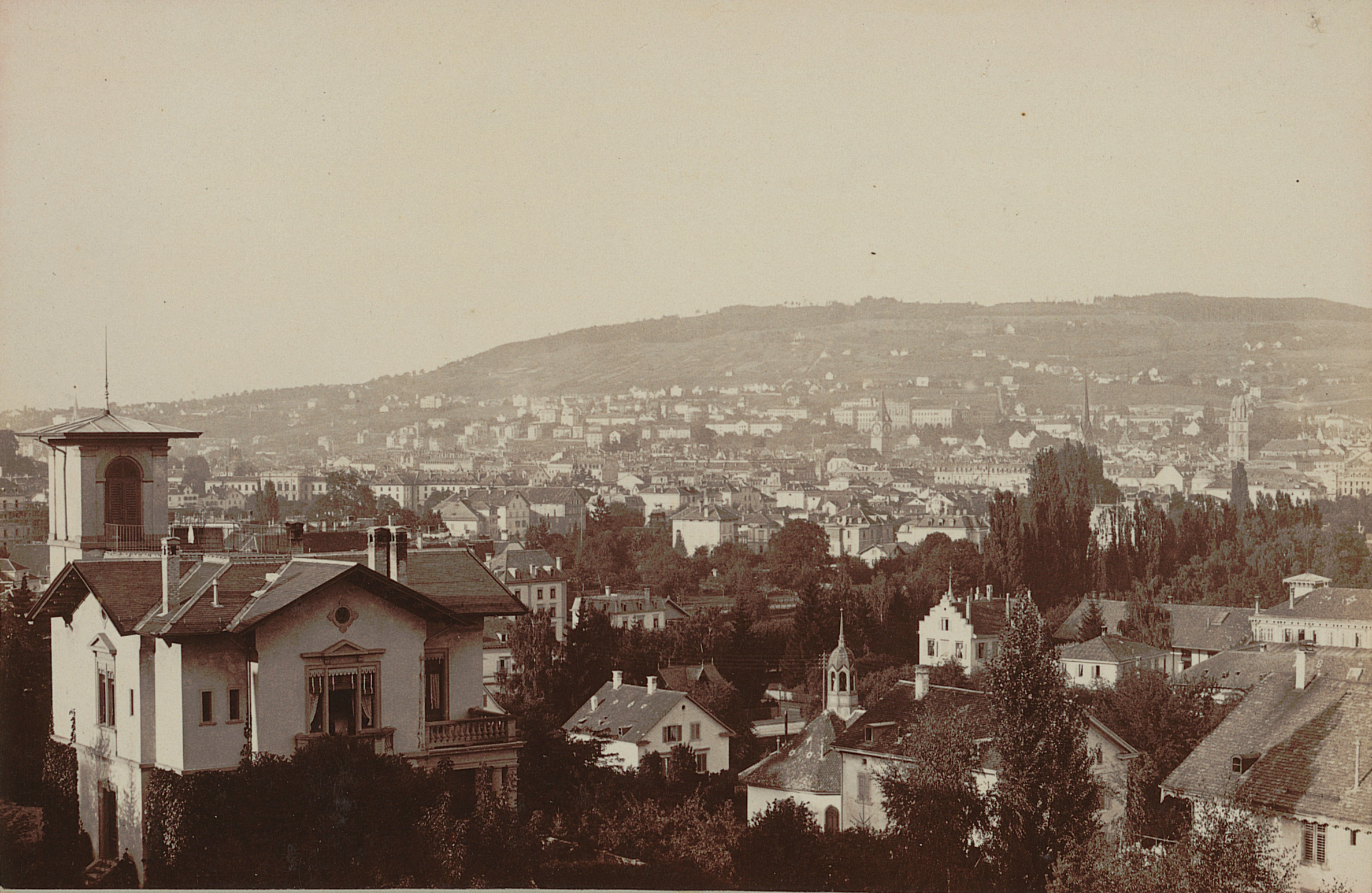
«Künstlergüetli» an der Stelle der heutigen Universität Zürich
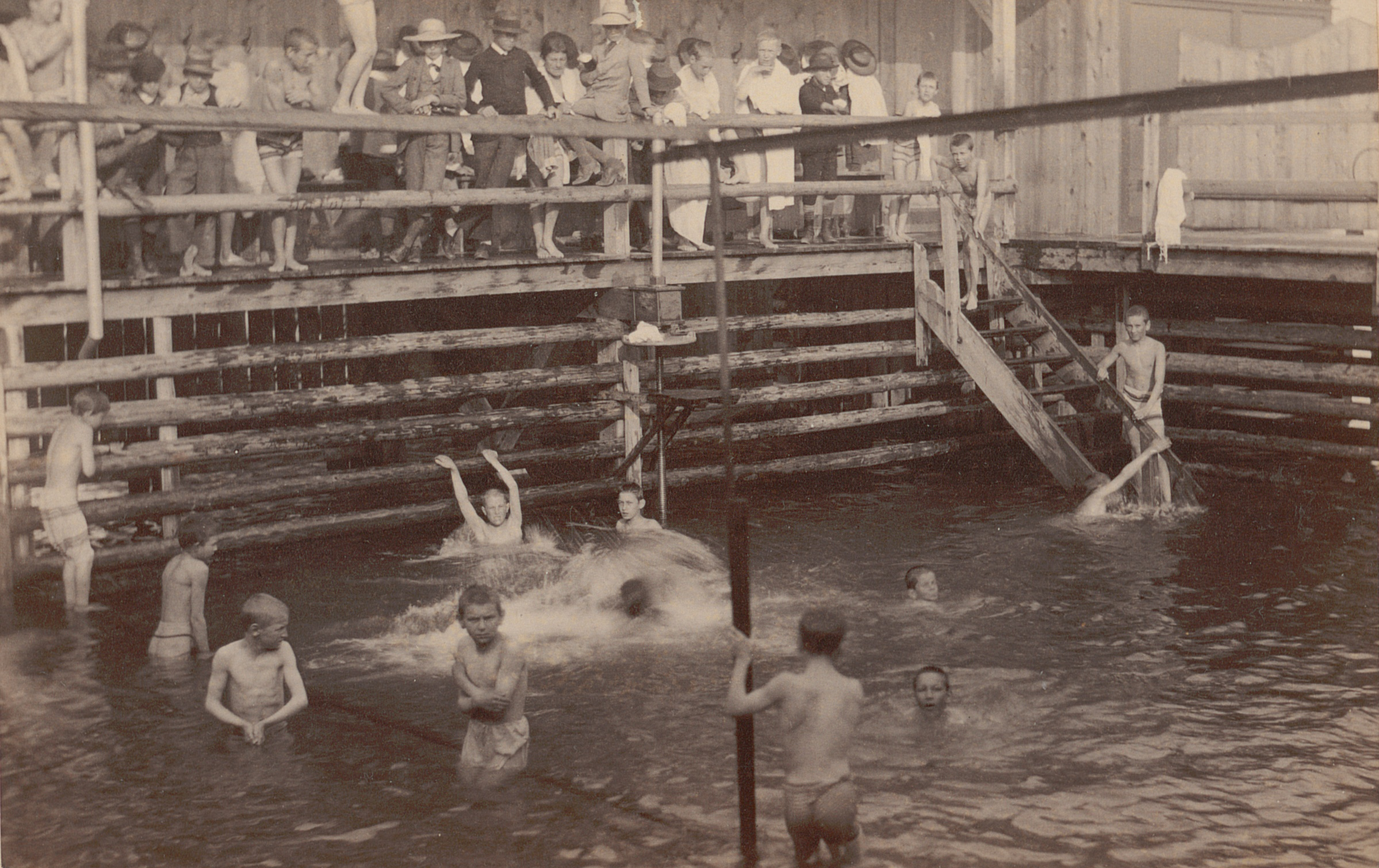
Badanstalt Enge
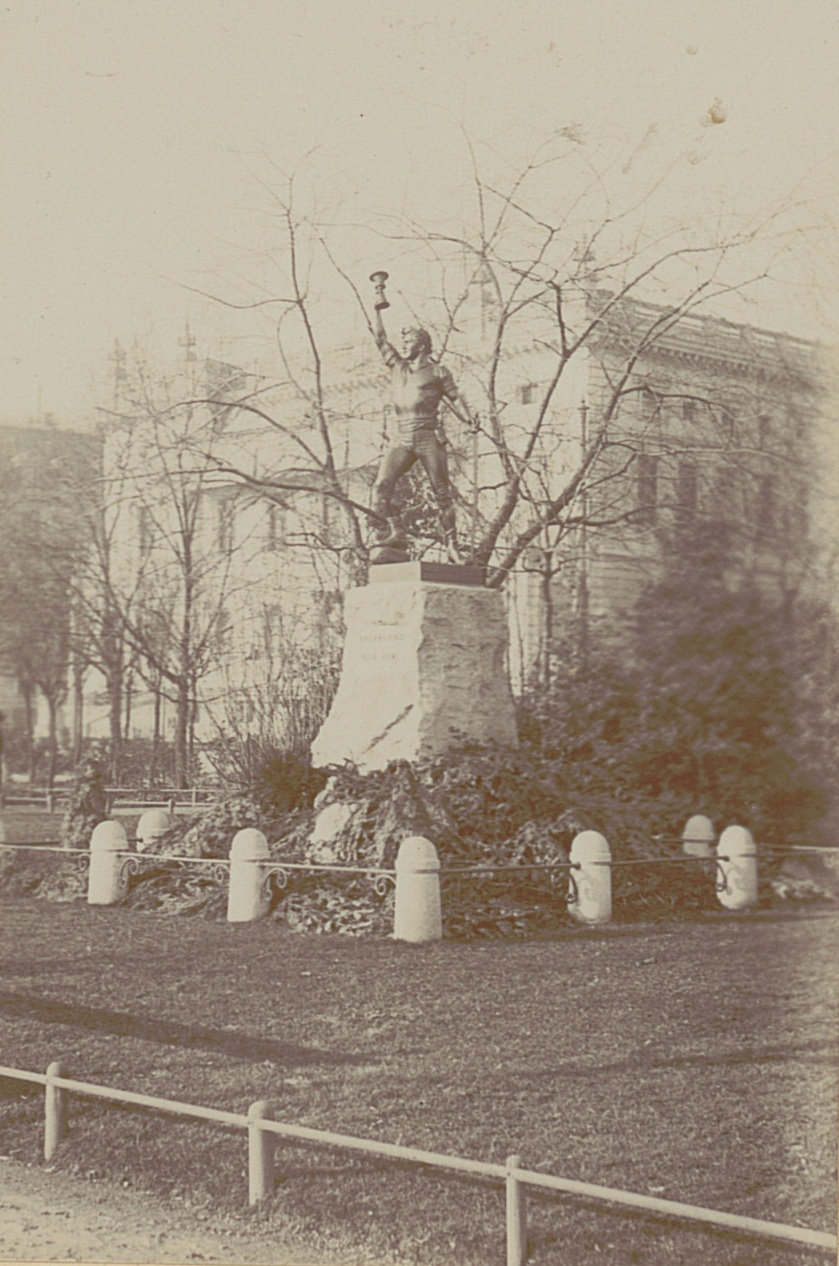
Turnerdenkmal im Arboretum Zürich